# Gabare
Pour les articles homonymes, voir Gabare (homonymie).

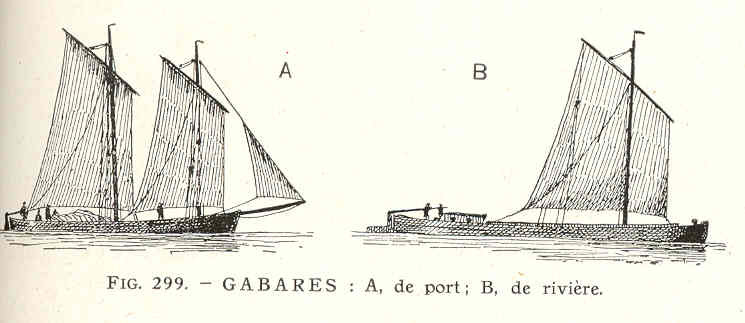
Gabarre maritime (« de port ») et fluviale (« de rivière »).

La gabare ou gabarre (de l'occitan gabarra) est un type de bateau traditionnel destiné au transport de marchandises. Deux types de navires sont désignés par ce mot : les gabares fluviales (de rivière) et les gabares maritimes (de port).

## Embarcation fluviale

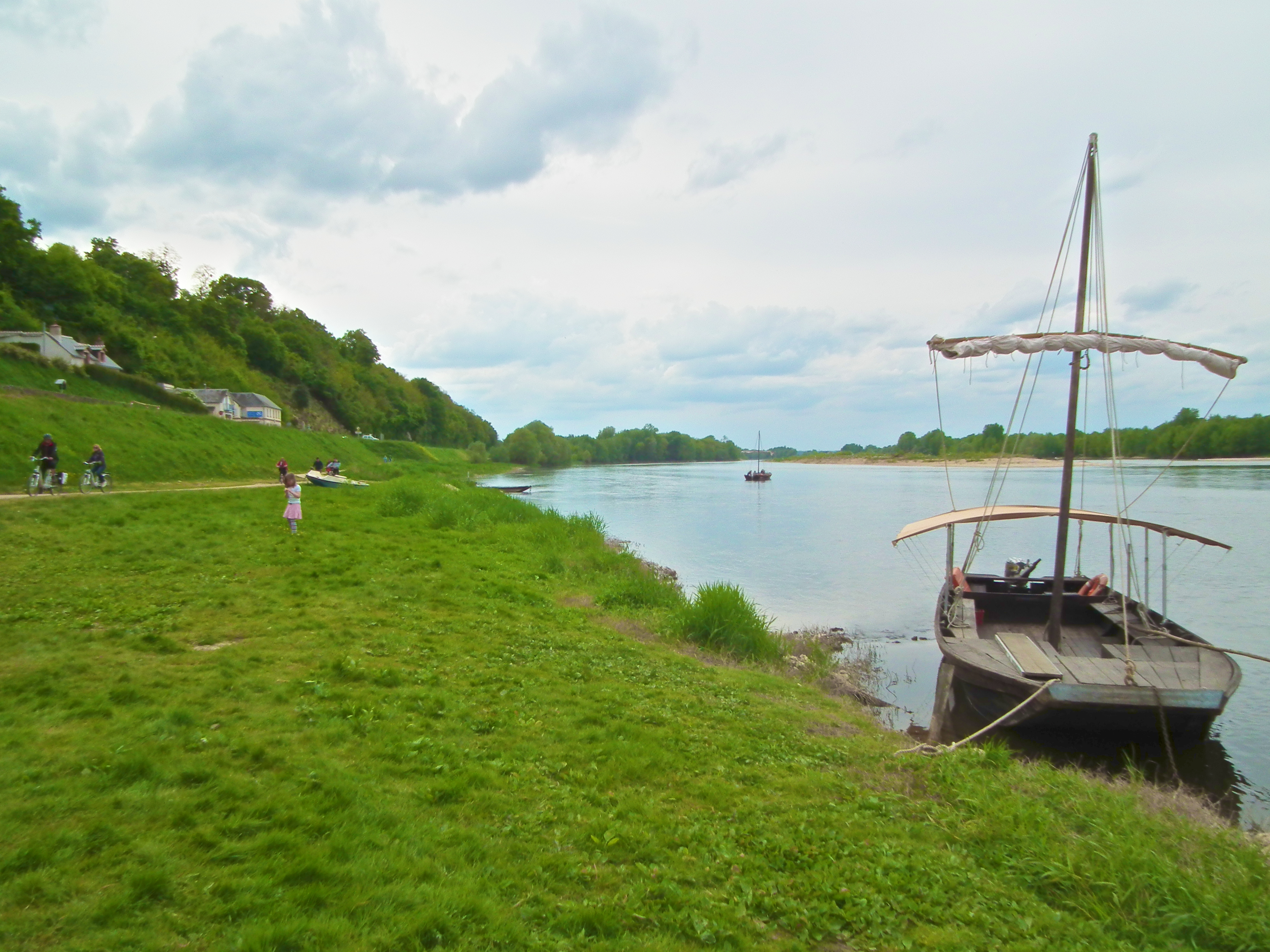
Gabare fluviale sur les bords de Loire.

Le terme gabarre, gabare ou gabarros (du grec karabos, avec une métathèse entre le B et le R, coquille) désigne en fait plusieurs types de bateaux fluviaux de différents  bassins de la façade atlantique de la France (Loire, Sèvre Niortaise, Charente, Dordogne, Garonne). Leur seul point commun est celui de tous les bateaux de transport fluviaux : le fond plat appelé « sole » qui lui permet, avec un faible tirant d'eau, de porter un maximum de charge. Assez souvent aussi, ces bateaux peuvent être gréés.
Sur la Loire et la Charente, cette embarcation est construite à clins, c’est-à-dire que les planches qui constituent la coque sont superposées les unes par rapport aux autres sur une certaine largeur et chevillées par des pièces de bois. Encore, sur la Charente, cette caractéristique ne concerne-t-elle que les types de gabares dits barque de lace et de Port d'Envaux. Dans les autres régions, et notamment la Dordogne, la coque est assemblée à franc-bords.
Selon les régions, le fret se composait de minerai et de produits agricoles divers, de vins (fronton, gaillac, cahors, vins de l'Aveyron, du Lot, du Brulhois, vins du haut pays…, de matériaux de construction (pierre d'Apremont sur la Loire par exemple), de produits métallurgiques (ancres et canons du Nivernais par exemple) et aussi de bois destiné à la tonnellerie (bois d'Auvergne et de Corrèze pour la tonnellerie bordelaise sur la Dordogne ou à la charpenterie de marine, à la descente. La remonte concernait des produits tels que le sel, les produits des colonies (épices, sucre, café…), le poisson séché et notamment la morue salée à l'origine de certaines recettes régionales comme la brandade Parmentier ou l'estouffade (ou l'estofinado en Aveyron). « Vers 1850, le transport fluvial sur gabarre assurait 60 % des échanges de marchandises entre Bergerac et Bordeaux. ». Toulouse était aussi le point de départ de nombreuses gabarres chargées de marchandises variées (vins, produits agricoles, pastel, marbre…).
Plusieurs gabares ont été reconstituées assez récemment, à des fins touristiques ou dans un but de recherche archéologique expérimentale sur la Dordogne, la Charente et la Loire.
De nos jours ce terme est très galvaudé et sert à désigner (à tort) des bateaux extérieurs aux bassins fluviaux mentionnés plus haut.

## Galerie

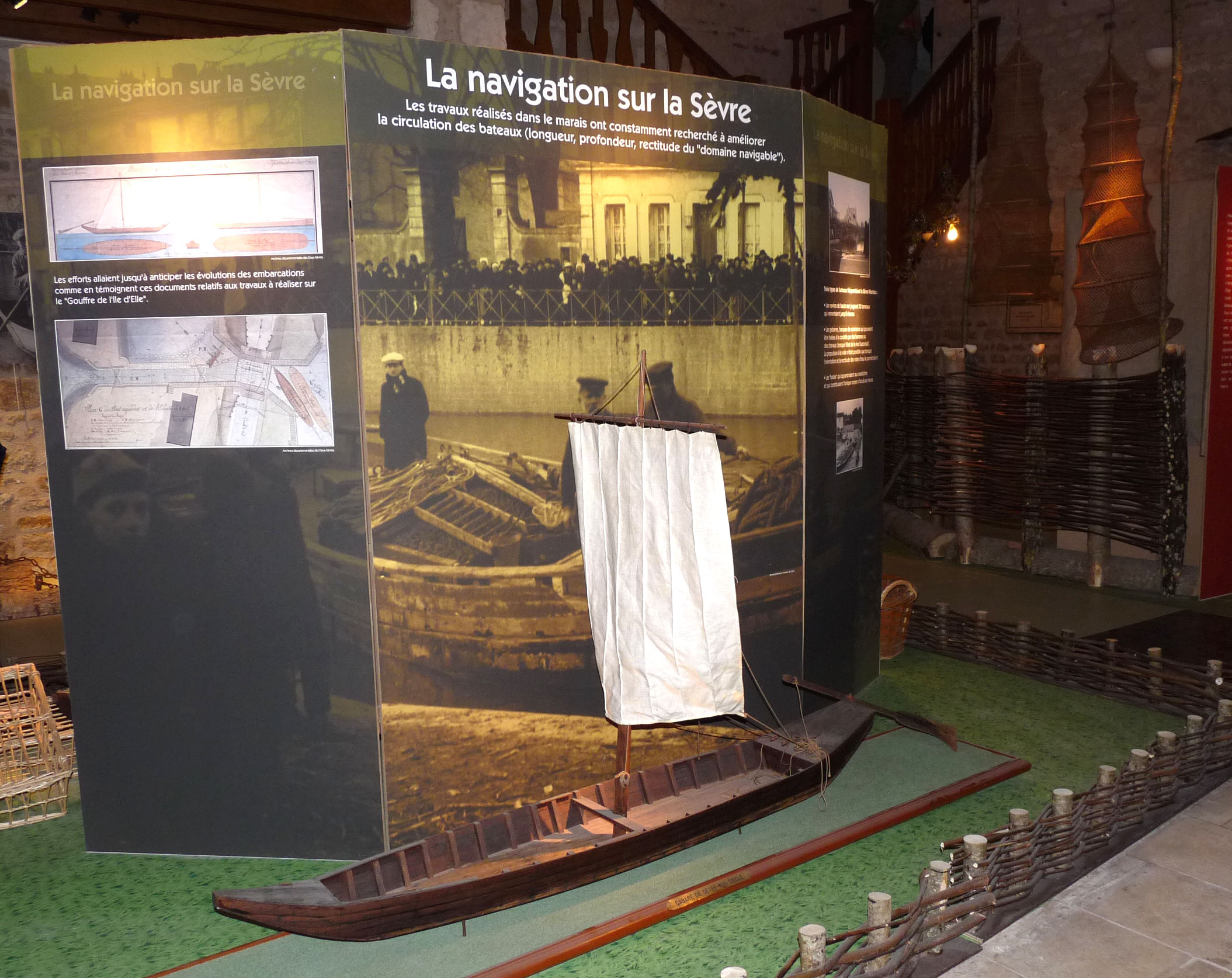
Maquette de gabare du XVIIIe siècle à la Maison du marais poitevin de Coulon.
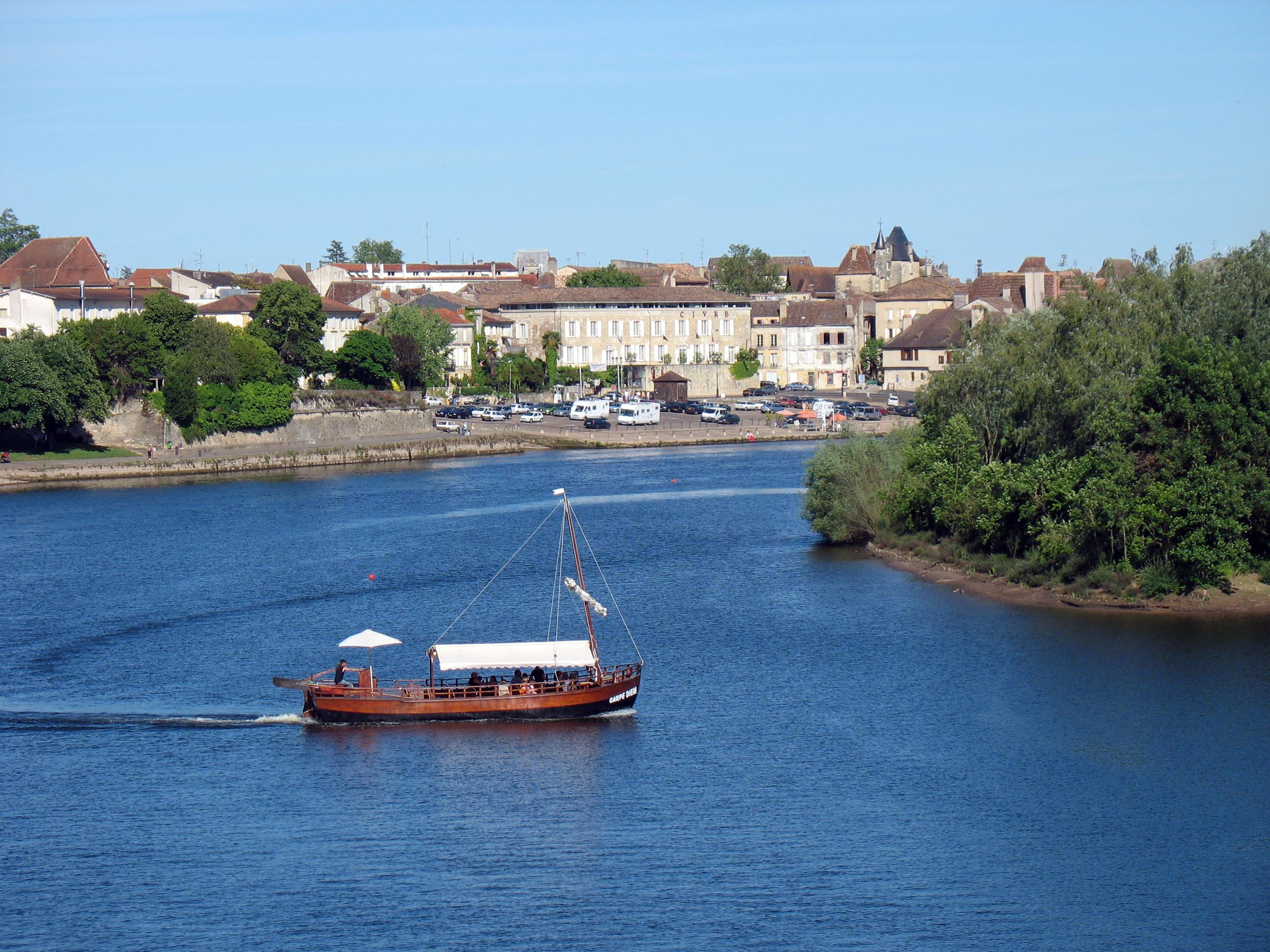
Une gabare touristique à Bergerac sur la Dordogne.
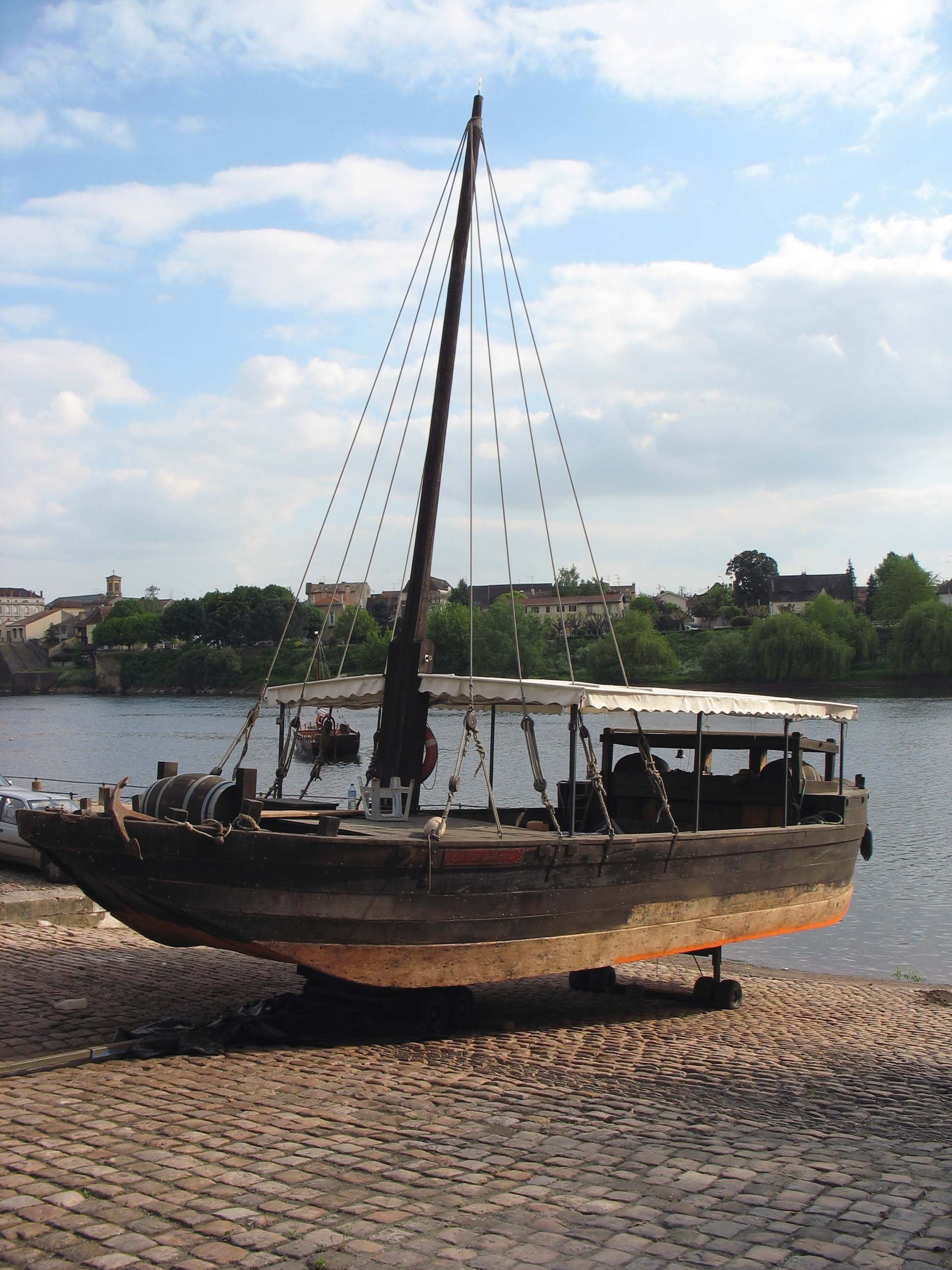
Une gabare en réparation, quai Salvette à Bergerac.
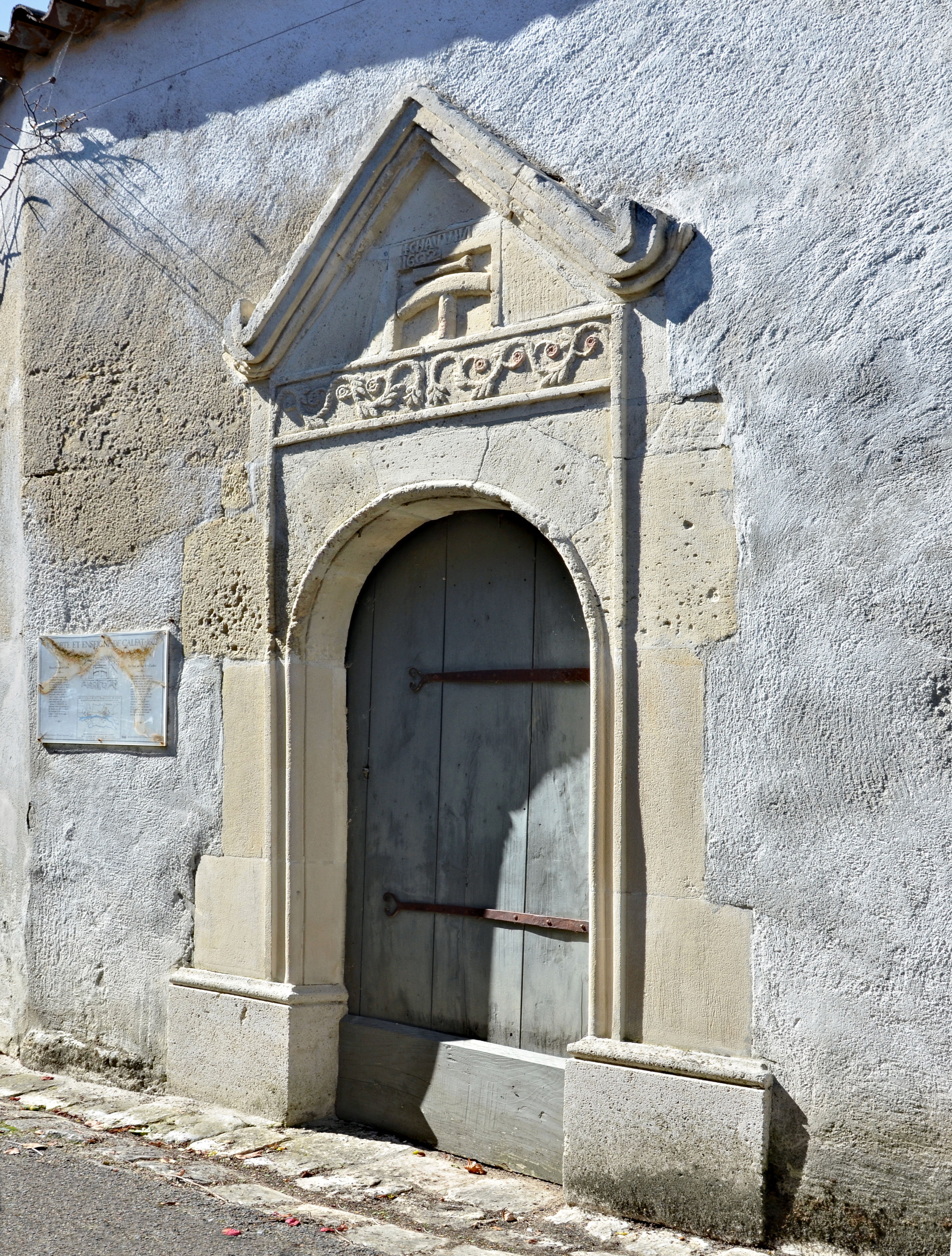
Porte et enseigne de calfat (1620) à Saint-Simon, Charente.
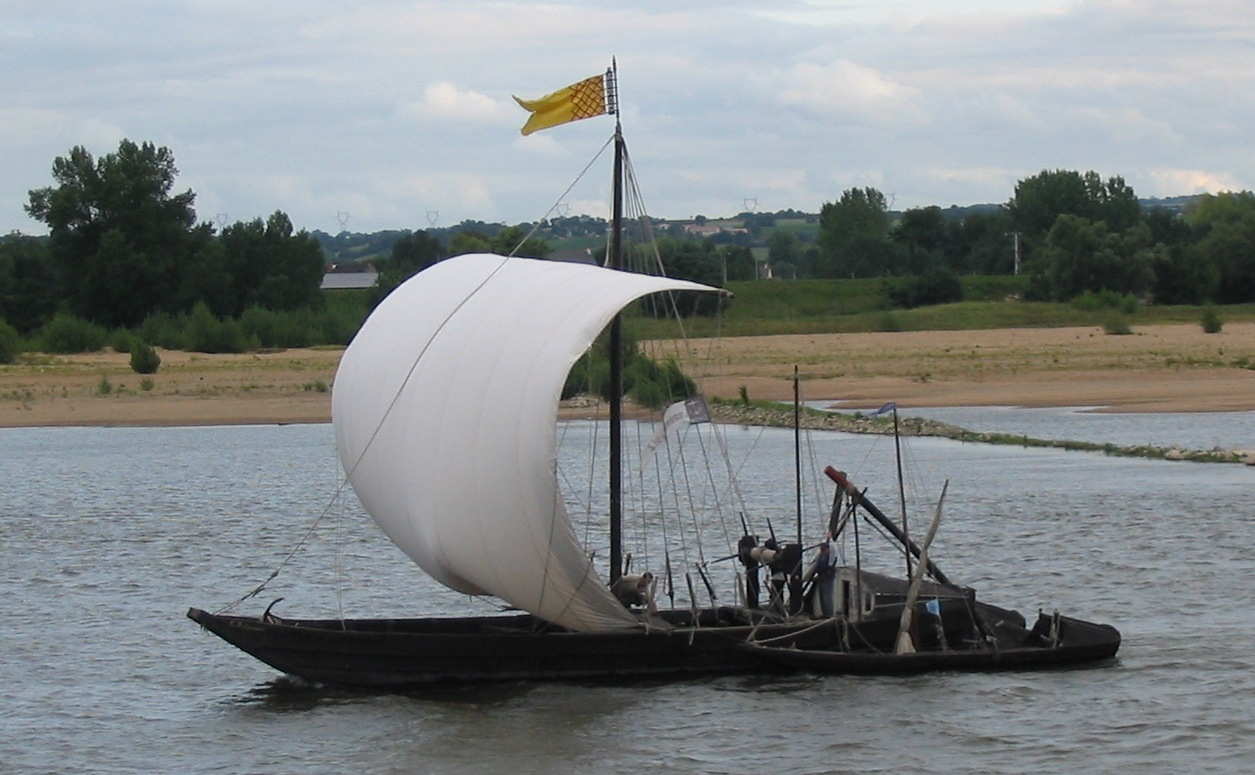
La gabare La Montjeannaise naviguant sur la Loire (conception François Beaudouin et Philippe Boursier).
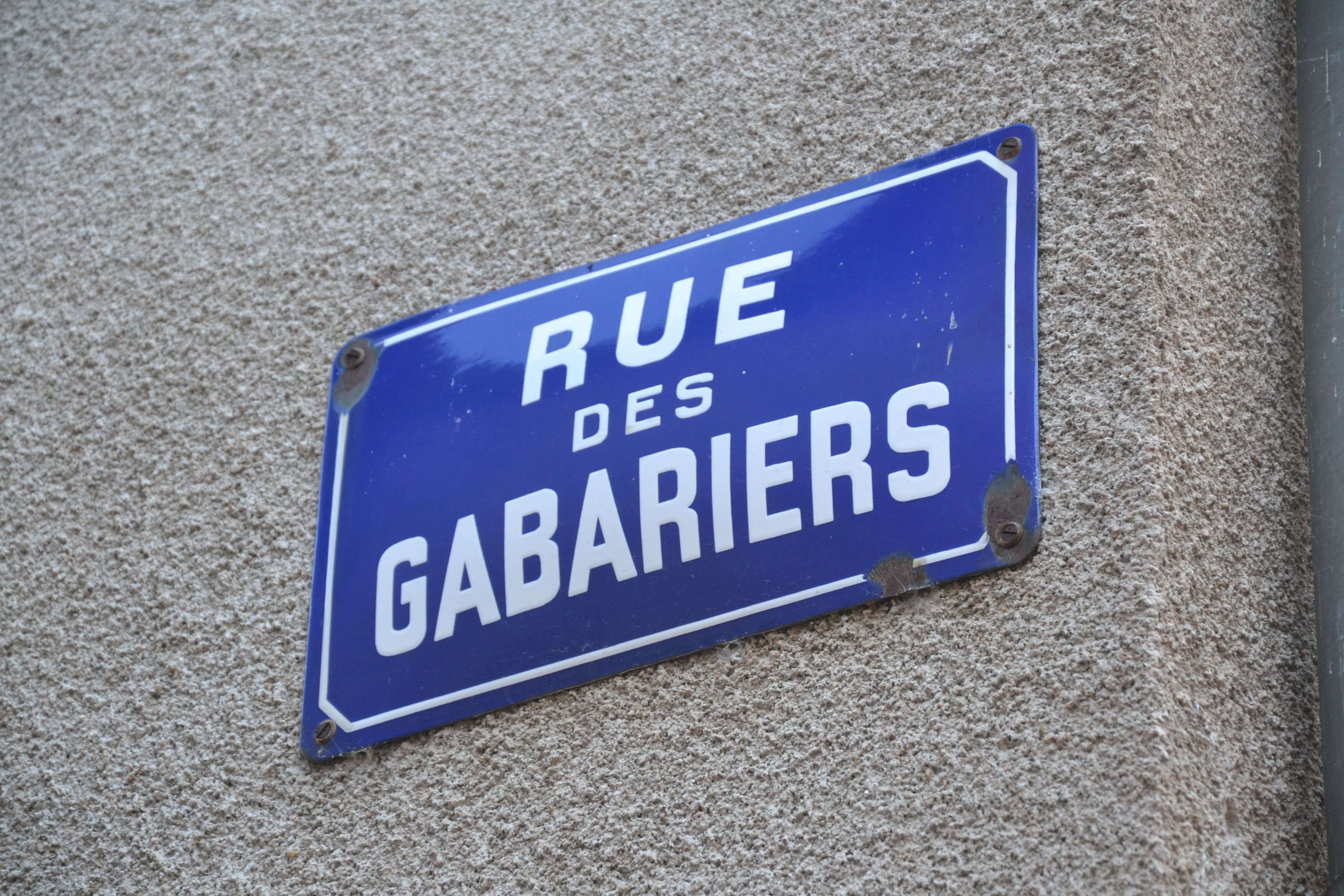
Panneau de la rue des Gabariers à Beaulieu-sur-Dordogne.
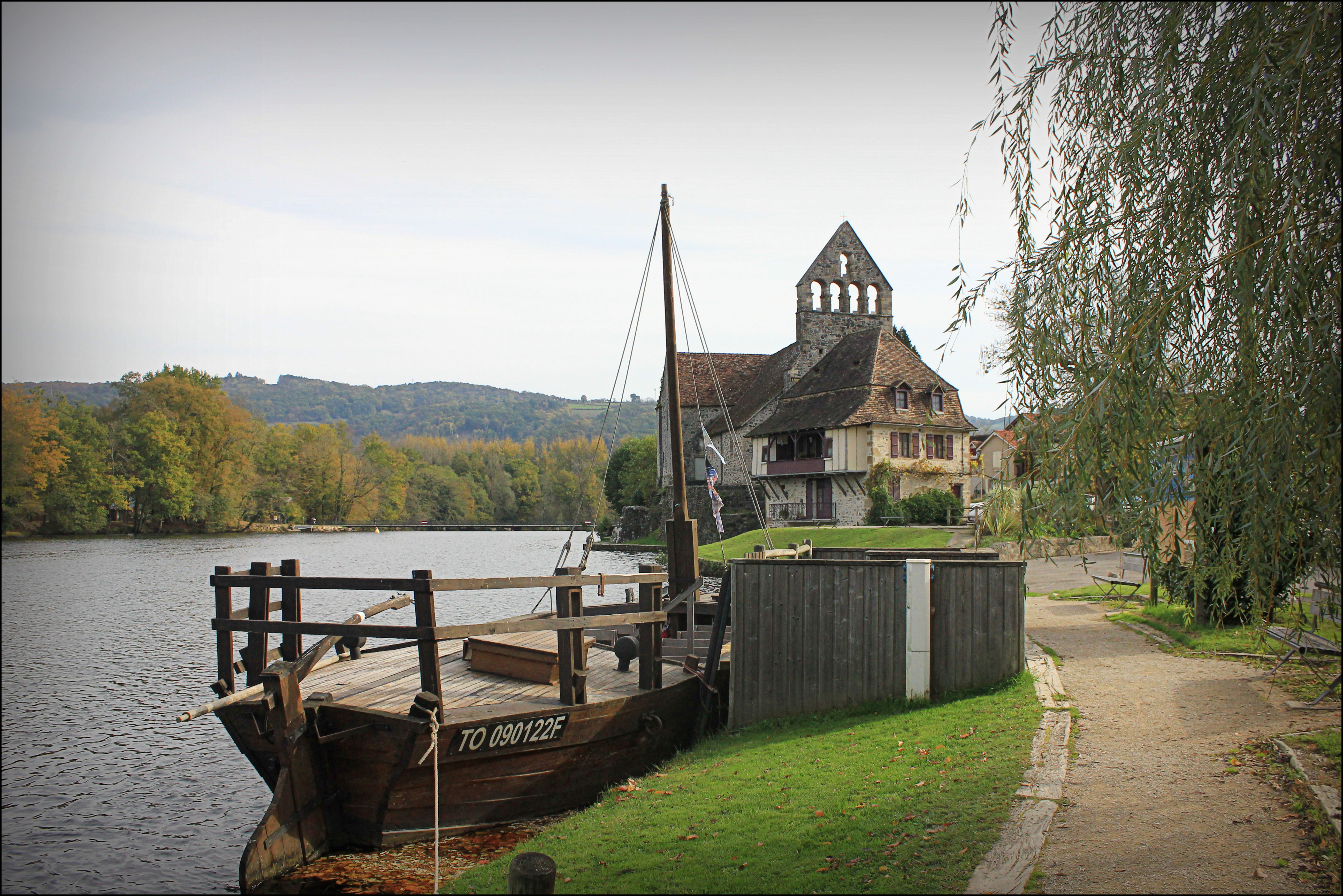
Embarcadère de gabare à Beaulieu-sur-Dordogne.
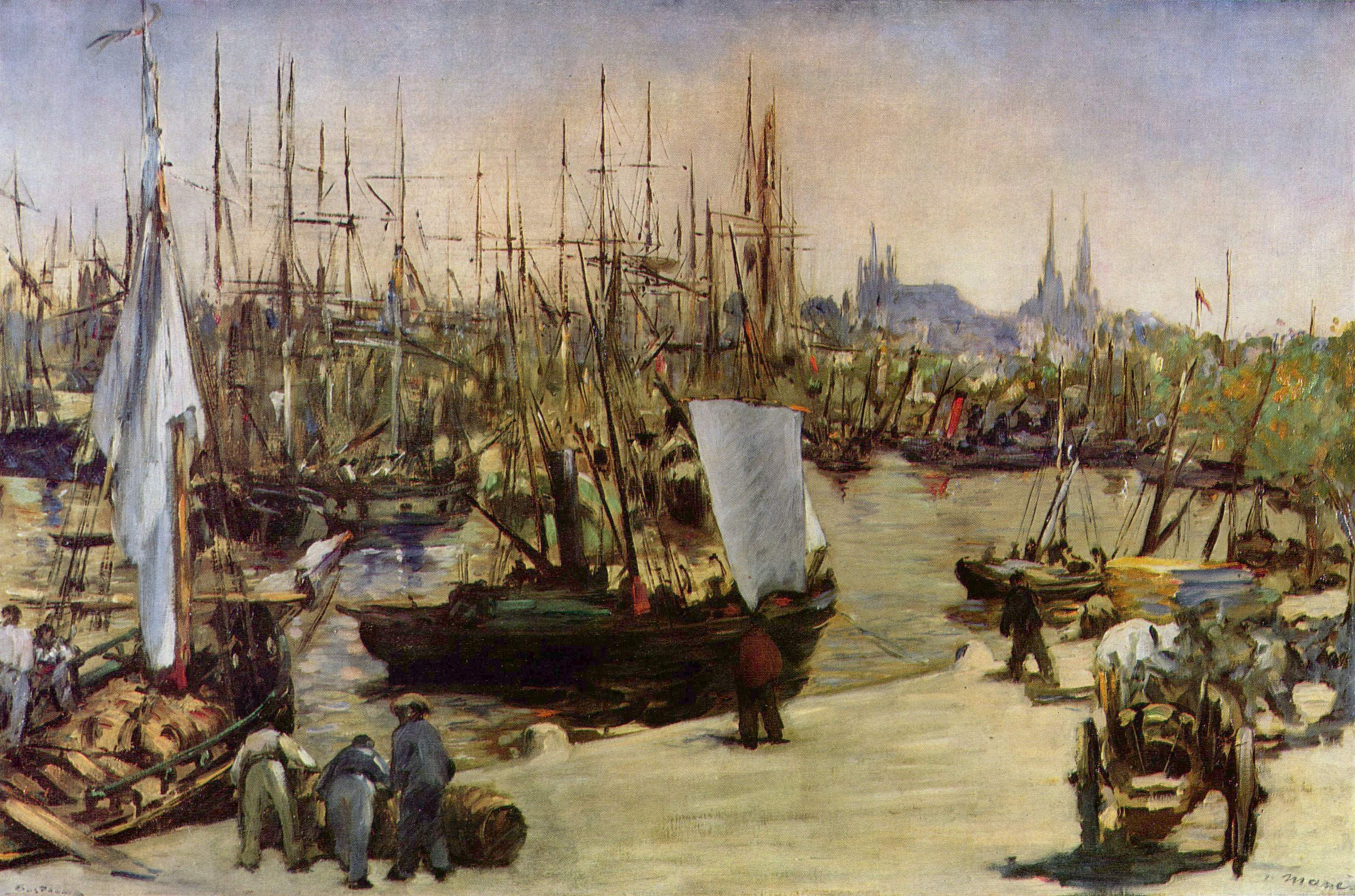
Le Port de Bordeaux et ses gabares, Manet (1871).
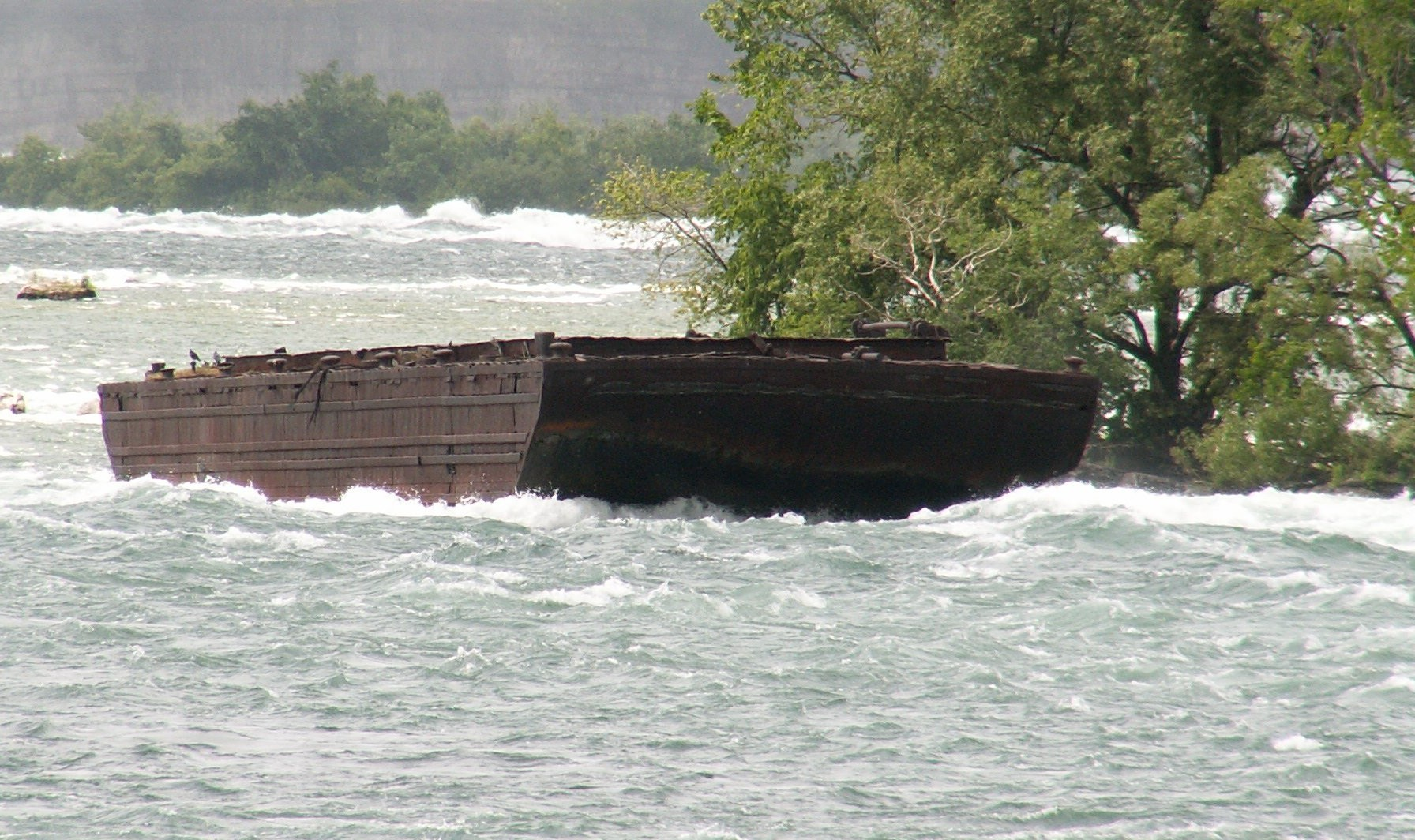
Le Niagara Scow, gabare échouée en 1918 en amont des chutes Horseshoe.

## Embarcation maritime

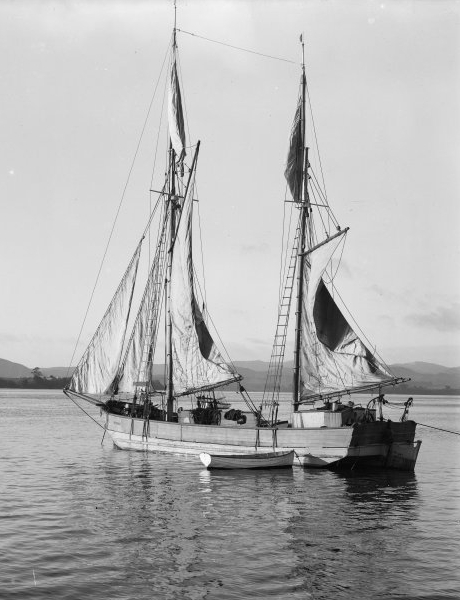
La gabare maritime Winnie en Nouvelle-Zélande dans les années 1900.

Concernant une embarcation maritime, une gabare est un bâtiment ponté, allant de 120 jusqu'à 450 tonneaux de jauge selon l'époque et le constructeur, gréé d'un à trois mâts, destiné au transport de marchandises.
Elles étaient particulièrement utilisées, dès les années 1715, pour le transport des bois de charpente vers les arsenaux royaux, mais aussi pour le transport d'autres marchandises volumineuses. Dans les années 1740-1745, elles gagnent en tonnage et en armement, produites à Brest, Nantes et Bayonne. Les plus importantes sont armées de 10 à 20 pièces de canons de 4 ou 8 livres, parfois 12. Leur gréement est le même que celui des bâtiments de guerre. L'Ordonnance de Marine de 1765 distingue les gabares « de cabotage » et celles « au long cours » destinées à l'approvisionnement des colonies. La Marine en délègue la fabrication à des chantiers privés, notamment ceux du Havre et secondairement de Bayonne et, en temps de guerre, achète des bâtiments civils.
Leurs excellentes qualités maritimes (capacité de chargement, robustesse, qualités de navigations sûres) les ont rendues appréciées des explorateurs des XVIIIe et  XIXe siècles. C'est à bord d'une gabare, le Gros Ventre, que Saint-Aloüarn découvrit et parcouru la côte ouest de l'Australie le 17 mars 1772, après avoir abordé les îles Kerguelen quelques semaines plus tôt. En 1785, La Pérouse et Fleuriot de Langle partent explorer l’océan Pacifique sur deux gabares (reclassées en frégates, pour leur donner plus de lustre) : La Boussole et l'Astrolabe. De même pour le vice-amiral Bruny d’Entrecasteaux avec la Recherche et l'Espérance en 1791 pour tenter de retrouver La Pérouse dont aucune nouvelle ne parvenait depuis 1788. C'est à bord d'une autre gabare, l'Astrolabe (ex Coquille), que Dumont d’Urville réalise son voyage de circumnavigation en 1825-1829, toujours à la recherche de Lapérouse. Ce même navire avait, quelques années plus tôt, déjà fait un tour du monde scientifique sous les ordres de Louis Isidore Duperrey et en fera encore un autre en 1837-1840 jusque dans l'Antarctique. « Cette utilisation au bout du monde connu des gabares est l’étape ultime d’une discrète mais réelle métamorphose de ce type de bâtiment. […] Étonnant destin pour un bâtiment qui semblait voué à ne pas quitter les estuaires ou les ports » (Olivier Chaline). Un exemple de gabare maritime encore navigante est le Notre-Dame de Rumengol, de 57 tonneaux, construit en 1945. Classée monument historique en 1990, restaurée en 1996, elle croise régulièrement en plaisance depuis Brest avec l’association An Test.

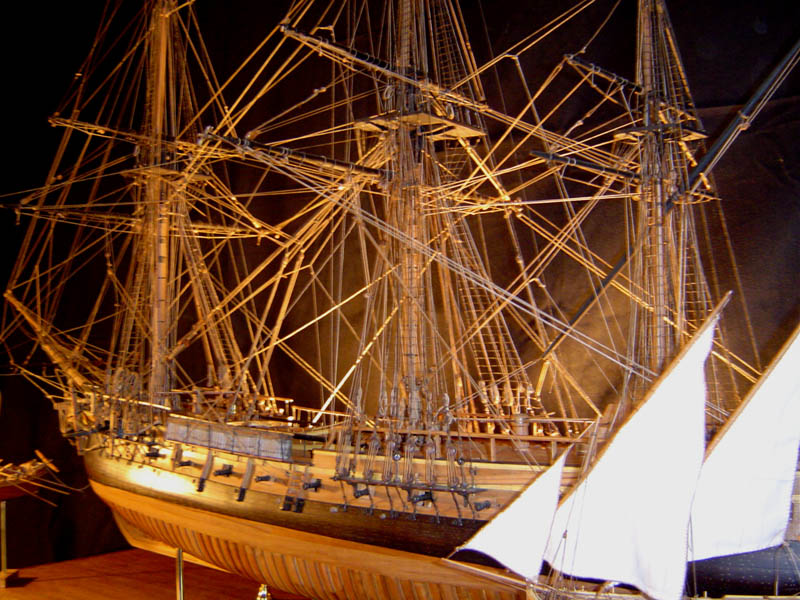
Modèle réduit de gabare militaire du XVIIIe siècle.
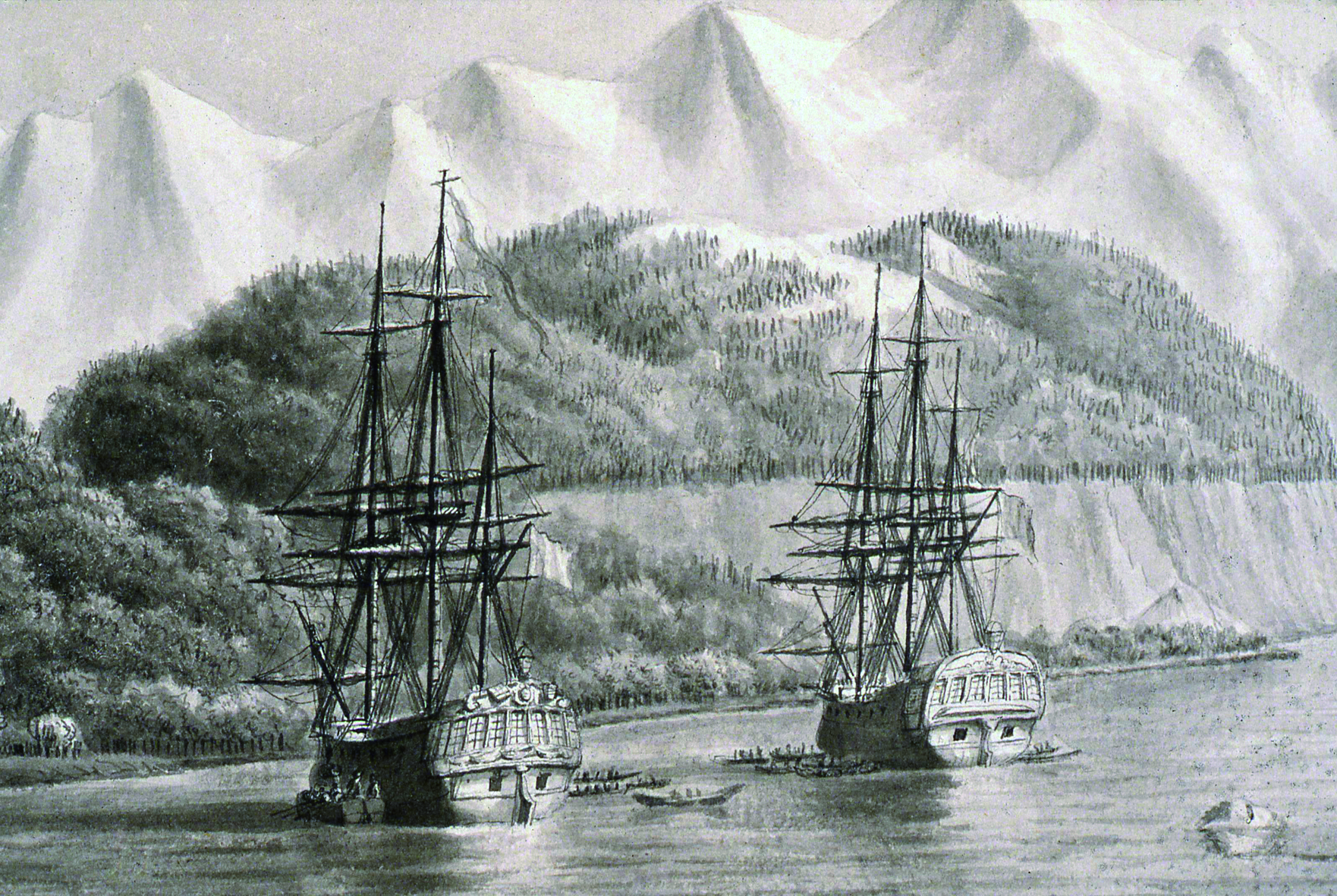
L'Astrolabe et la Boussole en Alaska en 1786.
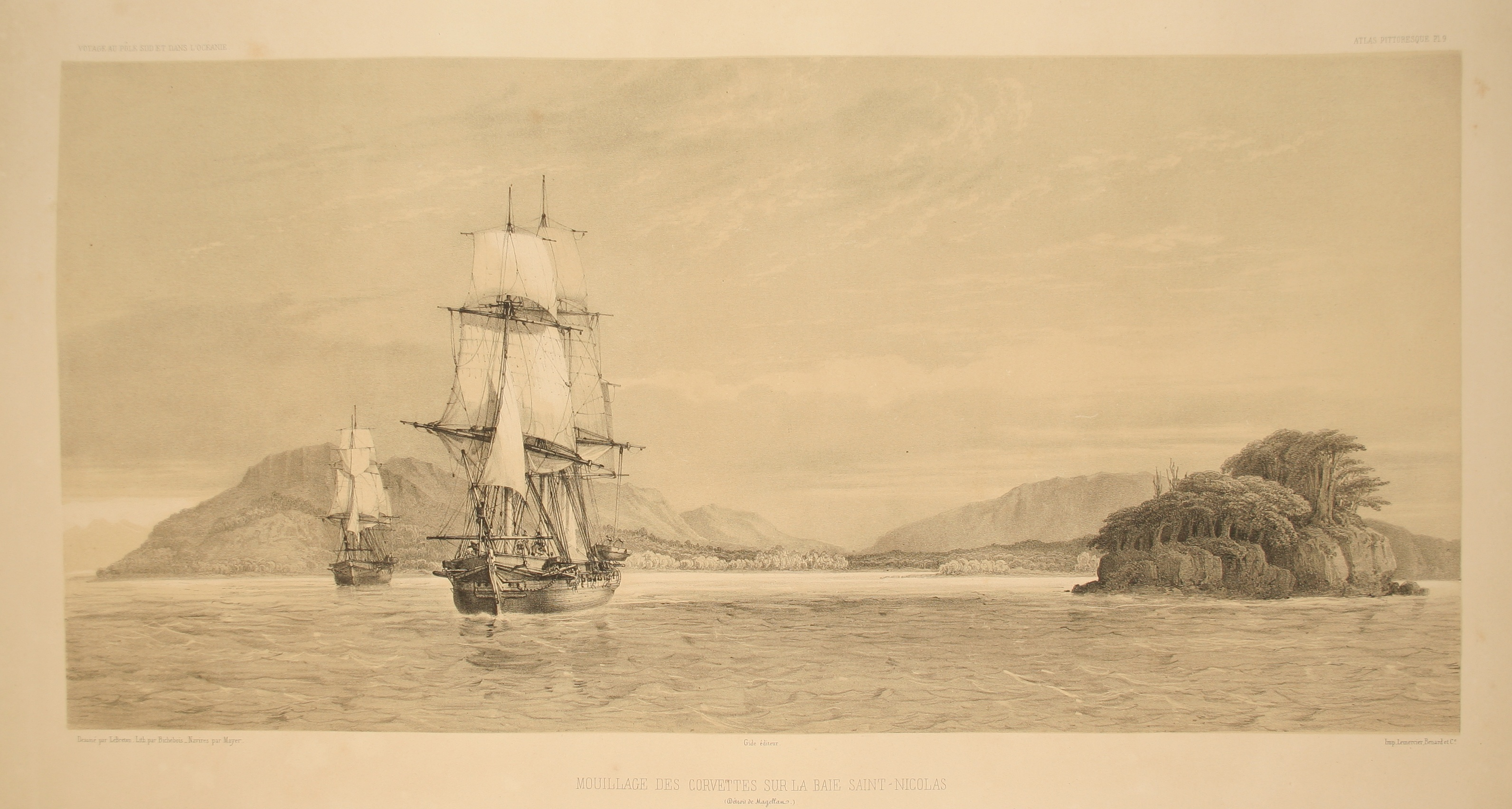
L'Astrolabe et la Zélée dans le détroit de Magellan en 1837.
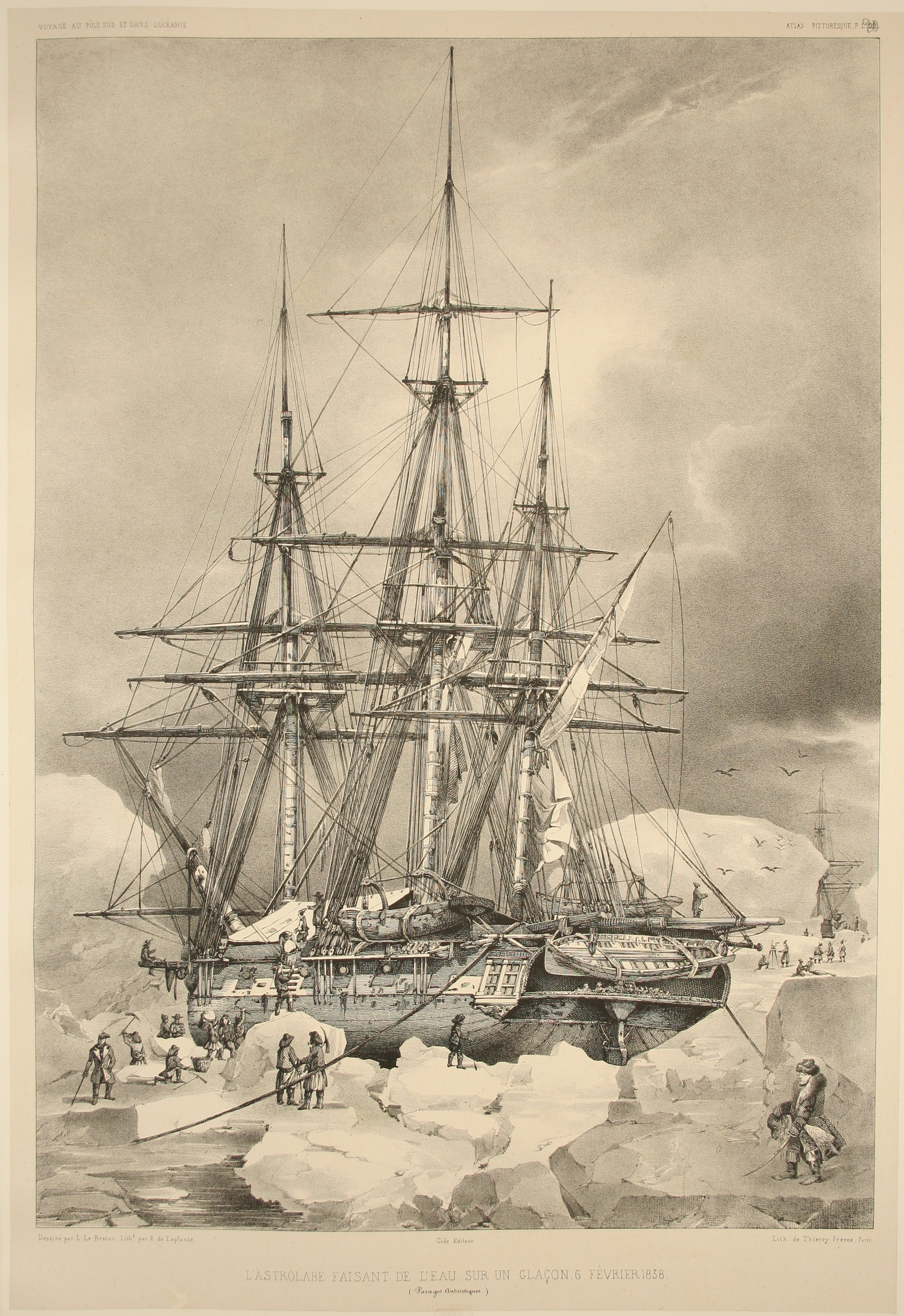
L'Astrolabe en 1838 dans les glaces de l'Antarctique.
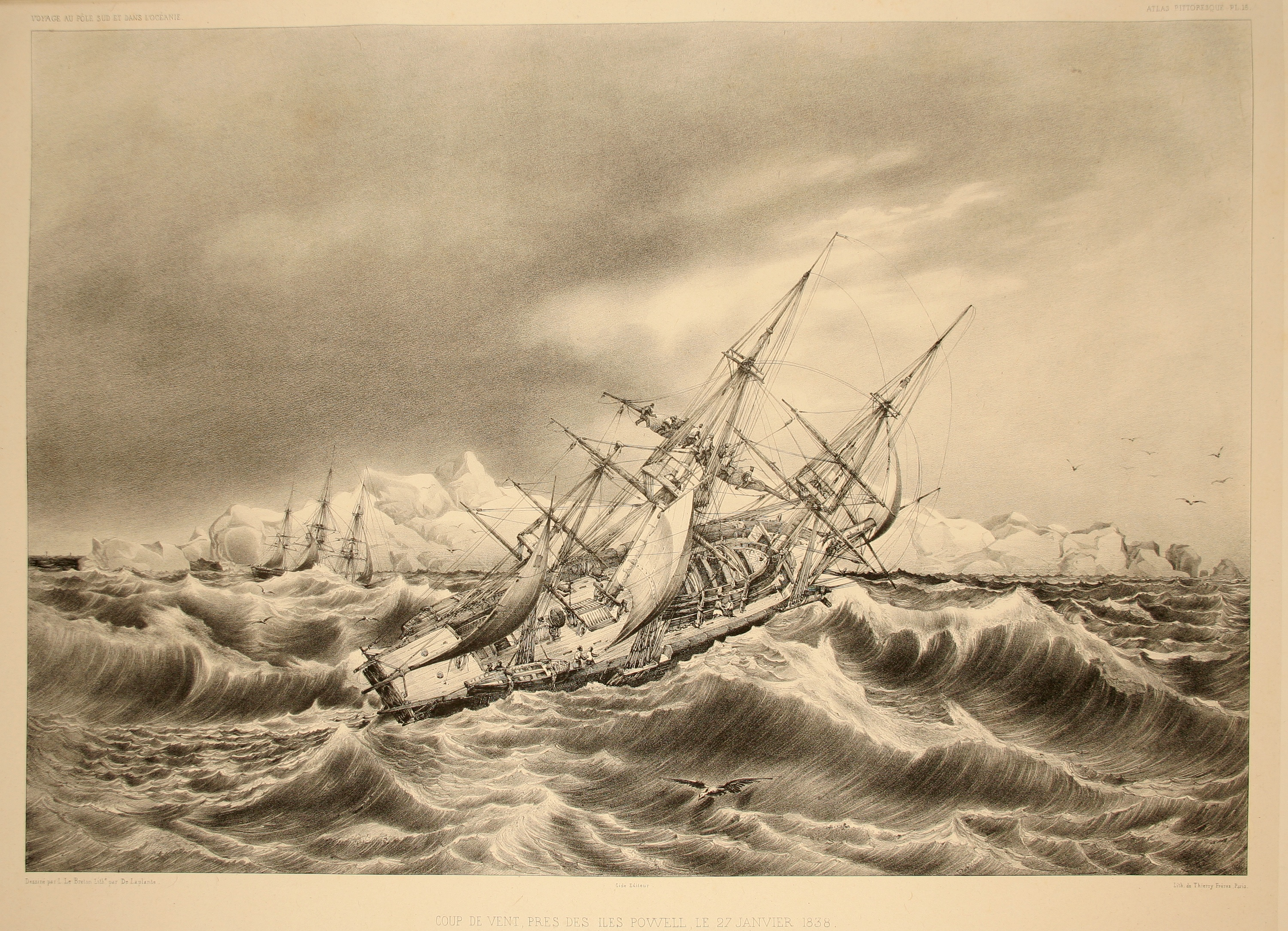
L'Astrolabe et la Zélée dans un coup de vent en 1838.
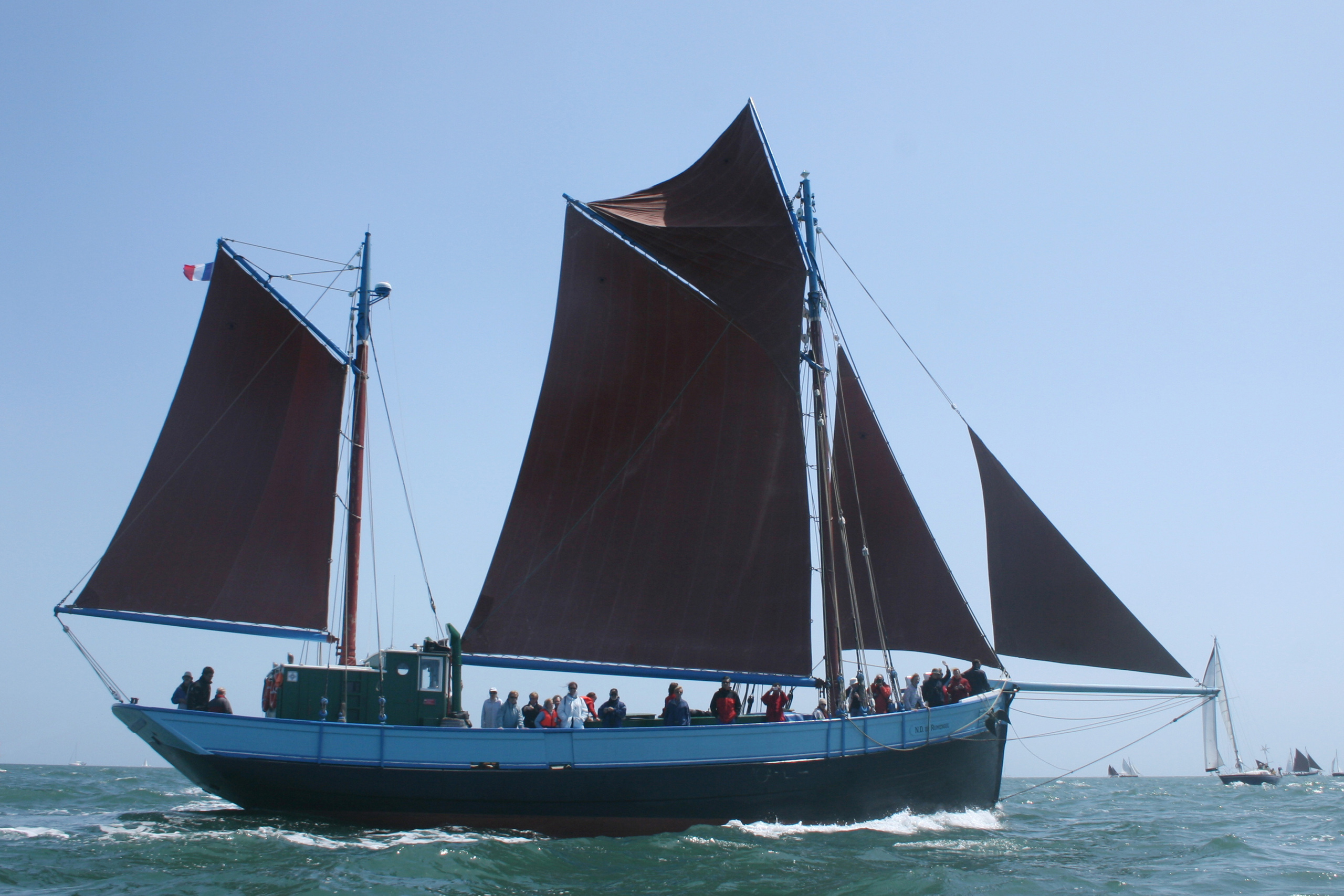
La Notre-Dame de Rumengol en 2007, dans les eaux bretonnes.
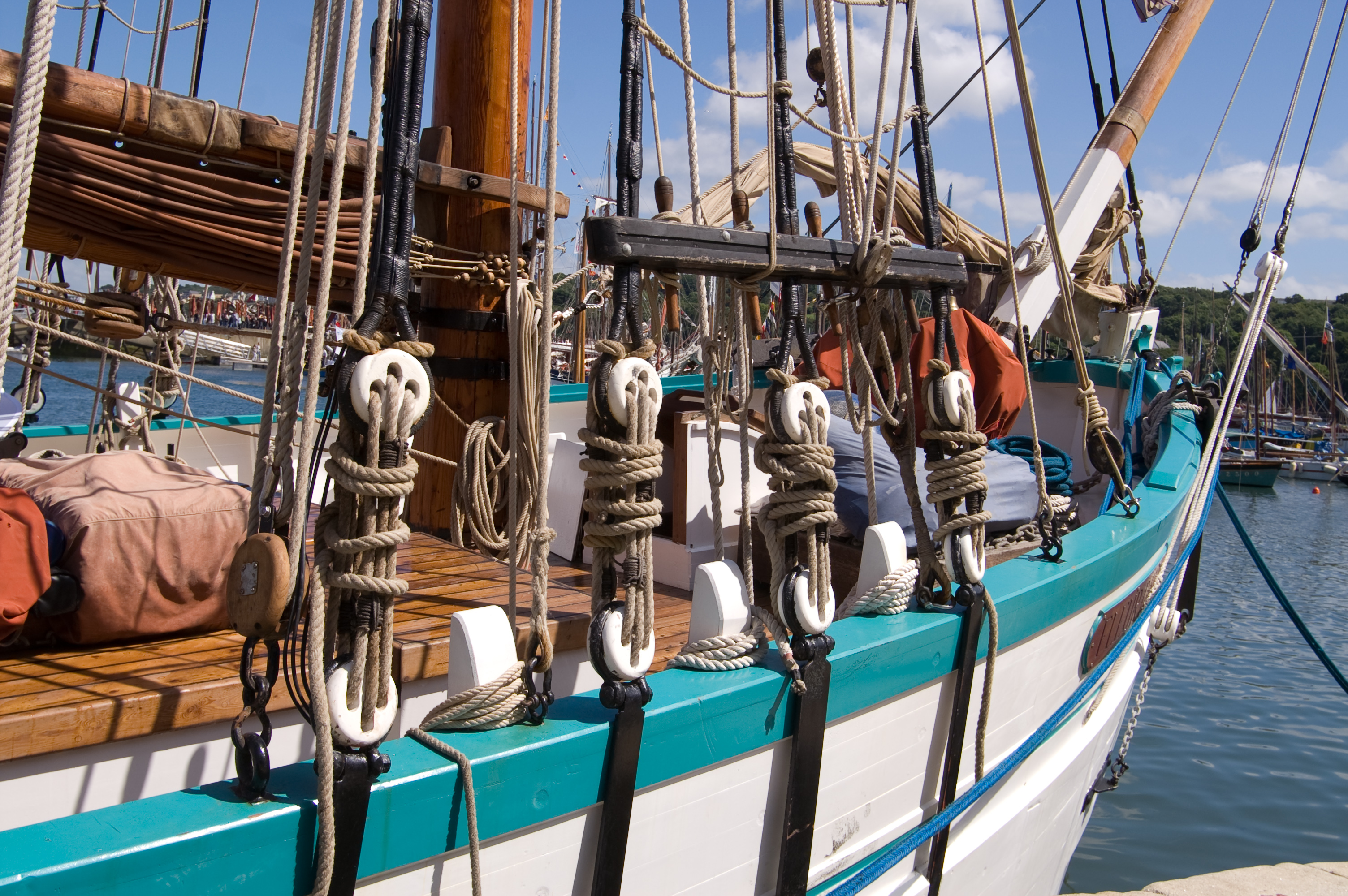
Fleur de Lampaul de 1948, Nordet Croisière.

## Les gabares de mer dans la Marine nationale
- Tarentule A729
- Locuste A765
- Araignée A727
- Cigale A760 (1954)
- Criquet A761 (1954)
- Fourmi A762 (1954)
- Grillon A763 (1954)
- Scarabée A764 (1953)
- Tianée A731
- Marcel Le Bihan - F753 (rebaptisé Gustave Zédé en 1978) - désarmé en septembre 1986. A, entre autres, eu pour mission d'assurer la mise en œuvre et le soutien du bathyscaphe Archimède à partir de 1961.
- Paul Goffeny - F754 - désarmé en novembre 1968
- Commandant Robert Giraud - F755 - désarmé en août 1976
- Le 30 avril 1997, une gabare de la marine nationale, La Fidèle - Y751, explose au large du cap Lévi (Manche) avec 22 hommes à bord, dont 16 marins et 6 pyrotechniciens civils de la DCN (aujourd’hui Naval Group) du port militaire de Cherbourg. Leur mission était de détruire 1 400 grenades défectueuses d’un stock acquis en 1982 en Espagne. Le bilan est de 5 morts — dont 1 militaire — et 17 blessés[4],[5].